# Pudlov
Pudlov (německy Pudlau, polsky Pudłów) je malá vesnice, součást města Bohumín.

## Název
Jméno Pudlova bylo pravděpodobně odvozeno od staroněmeckého říčního jména Pudelahwa - "močálová řeka", v jehož základu je německé nářeční pudel (novoněmecky spisovně Pfuhl) - "močál, kaluž".

## Historie

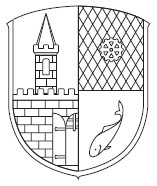
Znak Pudlova

Pudlov má první písemnou zmínku jako osada z roku 1428. Jednalo se o malou obec rovinatého charakteru, jejíž obyvatelé se zabývali především zemědělstvím. Obec leží u řeky Odry, která ji často zaplavovala, je proto pravděpodobné, že dostala jméno podle povahy terénu. Staré jádro obce se nazývalo Dědina, u hranice s Vrbicí byla část Na granici, která byla po druhé světové válce přejmenována na Louny jakožto poděkování Lounům za pomoc s obnovou zničené obce po válce. Pudlov také z vděčnosti převzal polovinu lounského městského znaku. Obec byla řídce osídlena a k jejímu rozvoji přispěla až výstavba průmyslových závodů především v Šunychlu-Bohumíně-nádraží a dalších obcí v okolí.
Na sklonku 19. a prvního desetiletí 20. století docházelo k přílivu průmyslových investic. V roce 1875 vybudoval C. Bujakovski v Šunychlu malou továrničku na výrobu mlýnských kamenů. V roce 1885 zahájil berlínský průmyslník Albert Hahn se společníkem H. Eisnerem stavbu velké rourovny v Šunychlu, o dva roky později při železniční spojce do Annabergu (dnešní Chalupki) postavil hrabě Larisch rafinerii minerálních olejů. K využití místních surovin byla domácím podnikatelem Starhembergem v Záblatí v roce 1890 uvedena do provozu cihelna. Haličský petrolejář Weinreb a spol. vystavěl v roce 1893 v Šunychlu rafinerii borové smoly. V roce 1896 byly založeny dokonce tři závody. Lvovská firma Berger a spol. postavila cihelnu v Šunychlu a berlínský podnikatel Vogt továrničku na mýdlo a svíčky ve Starém Bohumíně. Pro rozvoj Pudlova však bylo v tomto roce nejvýznamnější vybudování drátovny v jeho katastru. Ke stavbě spojili kapitál železářští podnikatelé z německého Slezska (Německa).

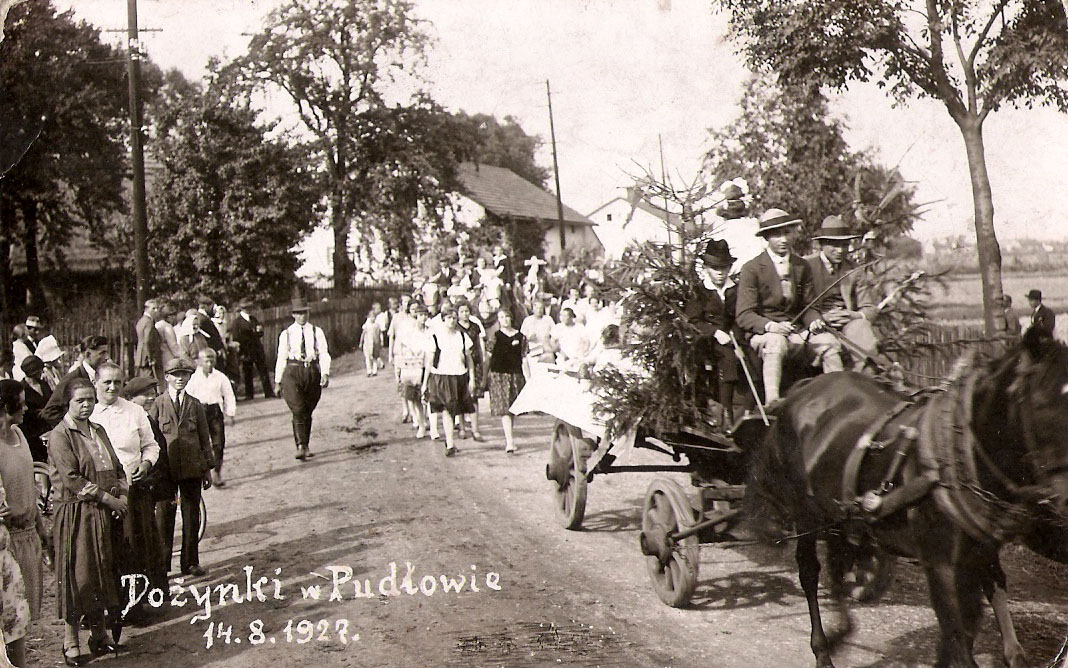
Dožínky v Pudlově 1927

Do konce století vznikla ještě malá olejovna firmy Ostia. Akciová společnost Rudolf Goldschmied a spol. v roce 1904 vložila úspěšně svůj kapitál do stavby chemické továrny, původně na výrobu zinkových barev. Ta si velice rychle v rámci monarchie získala monopolní postavení ve výrobě sacharinu. V roce 1908 vznikla rovněž za využití místních surovin Quasnitzova cihelna ve Skřečoni a konečně v roce 1923 v Pudlově továrna na zpracování mořských ryb továrníka Kally, která byla místním obyvatelstvem označována jako Kalorka. K lítosti místních obyvatel i turistů z Polska však tento oblíbený provoz v devadesátých letech 20. století zanikl.

## Škola
První pudlovská škola byla z roku 1876 a druhá z roku 1897 až 1898. Obě tyto školy stály vedle kapličky a byly úplně zničeny během náletu 29. srpna 1944. Stávající škola nese název ZŠ T. G. Masaryka. Dodnes si mnoho starších obyvatel pamatuje název „Staro kolonia“ zvaná Maroko, snad podle toho, že domy měly malá okna jako v Maroku.

## Památky
Pudlov nemá příliš významných staveb. Mezi nejznámější patří kaplička sv. Isidora – rolníka z roku 1902, Antošovická lávka pro pěší přes Odru, nově vystavěna v roce 2000, protože tu původní strhla v roce 1997 ničivá povodeň. Dále je zde vodojem, jež byl postaven roku 1961 a mnoho částí kolejového svršku bývalé úzkorozchodné dráhy.